# ジパング大決戦!
『全国制覇バラエティー ジパング大決戦!』（ぜんこくせいはバラエティ ジパングだいけっせん）は、1998年10月22日から1999年2月25日までTBS系列局で放送されていたバラエティ番組である。毎日放送（MBSテレビ）とTIX'ヨの共同製作。全12回。放送時間は毎週木曜 20:00 - 20:54 （日本標準時）。

## 概要
毎回芸能人たちがイベント競技に挑戦する模様を放送していたドキュメントバラエティ番組だったが、4か月で終了。最終回のエンディングでは、番組の終了について一切触れていなかった。
この番組の最終回をもって、『世界まるごとHOWマッチ』から続いた木曜20時台の毎日放送製作枠は終了。1999年4月からは、替わって水曜19時台で同局製作の『チャンスの殿堂!』が放送された。

## 出演者
- 加藤茶（ザ・ドリフターズ）
- 中山秀征
- 勝俣州和 - サポーター兼任。
- 極楽とんぼ（山本圭壱・加藤浩次） - サポーター兼任。
- 優香

## スタッフ
- 技術協力：池田屋
- 美術協力：アックス
- 製作：毎日放送、TIX'ﾖ

| TBS系列 木曜20:00枠                             | TBS系列 木曜20:00枠                                                                              | TBS系列 木曜20:00枠                                             |
| 前番組                                          | 番組名                                                                                           | 次番組                                                          |
| ----------------------------------------------- | ------------------------------------------------------------------------------------------------ | --------------------------------------------------------------- |
| 超コメディ60! （1998年4月16日 - 1998年9月17日） | 全国制覇バラエティー ジパング大決戦! （1998年10月22日 - 1999年2月25日） 【ここまで毎日放送制作】 | うたばん （1999年4月15日 - 2009年3月12日） ※火曜21:00枠から移動 |

| スタブアイコン | サブスタブ | この項目は、まだ閲覧者の調べものの参照としては役立たない、テレビ番組に関連した書きかけの項目です。この項目を加筆・訂正などしてくださる協力者を求めています（P:テレビ/PJ:放送または配信の番組）。 |